# Historia de Honda en los deportes de motor
La historia de Honda en los deportes de motor es amplia, compitiendo en una variedad de campeonatos a lo largo de los años, incluyendo Fórmula 1, IndyCar Series, carreras de turismos, deportivos y Campeonato Mundial de Motociclismo. Actualmente participan, ya sea como equipo, fabricante de coches o proveedor de motores, en Fórmula 1, MotoGP, IndyCar, WTCR, Super GT, Super Fórmula, IMSA, BTCC, TC2000, Fórmula 3, Fórmula 4, WSBK, EWC, MXGP, Trial y diferentes campeonatos de todoterrenos, GT3 y TCR.

## Historia temprana
En 1954, el fundador de Honda, Soichiro Honda, declaró que la empresa entraría en el TT Isla de Man. Las motocicletas se desarrollaron durante los siguientes cinco años y entrarían en el evento en 1959 con la RC142. Ocuparon el 6.º, 7.º, 8.º y 11.º lugar en la carrera, capturando el premio al equipo de fabricantes. En 1961, Honda obtendría victorias en el TT Isla de Man, ya que Mike Hailwood ganó dos de las carreras con Honda. También ganarían los títulos de las clases de 250cc y 125cc en la temporada 1961 del Campeonato del Mundo de Motociclismo.
En 1962, Soichiro Honda decidió ingresar a la Fórmula 1. Ese mismo año, se inauguró el circuito de Suzuka, propiedad de Honda, que al año siguiente acogió por primera vez un Gran Premio internacional de motociclismo.

## Motociclismo

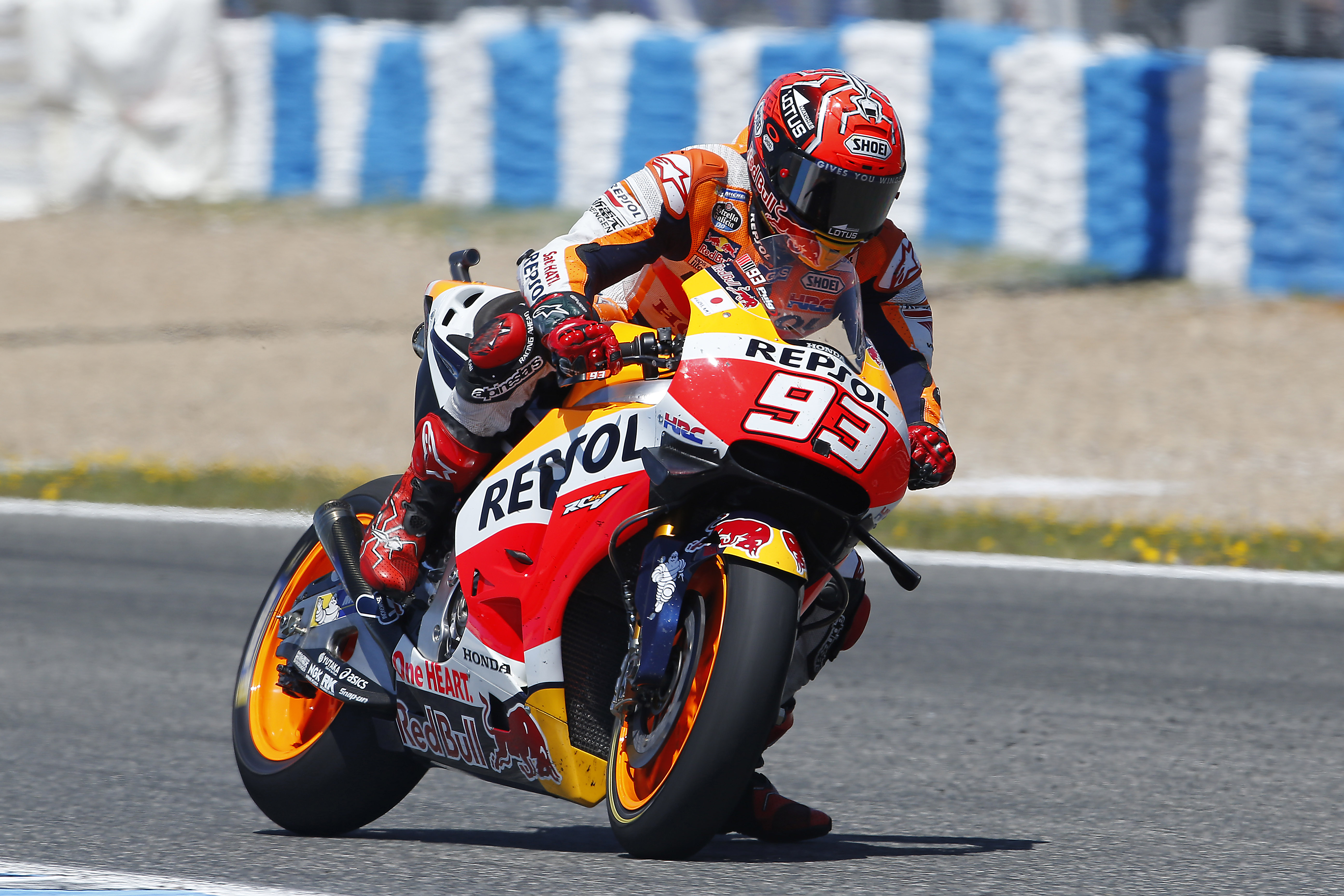
Marc Márquez en el Gran Premio de España de Motociclismo de 2016.

En cuanto al motociclismo, Honda es la marca con más victorias del Campeonato Mundial. El equipo Repsol Honda se creó en 1995 y, desde entonces, la marca ha ganado 16 campeonatos de pilotos de 500 cc/MotoGP (con Michael Doohan, Àlex Crivillé, Valentino Rossi, Nicky Hayden, Casey Stoner y Marc Márquez) y 18 de fabricantes, siendo en 2019 sus títulos más recientes. En el Campeonato Mundial de Superbikes han ganado cuatro campeonatos de fabricantes. Las motocicletas competición se desarrollan por la subsidiaria Honda Racing Corporation.

## Turismos

### WTCC
Honda participó por primera vez en el Campeonato Mundial de Turismos (WTCC) con Accord de 2005 a 2008, aunque solo fue utilizado por equipos privados. Todavía tuvo cierto éxito ya que James Thompson ganó una carrera Imola en 2008.
En 2012, Honda anunció que participarán en las últimas tres rondas de la temporada 2012 con un Civic hatchback europeo, desarrollado en colaboración con Mugen y JAS Motorsport. El coche consiguió su primer podio en la Carrera de Macao de ese año, conducido por Tiago Monteiro.

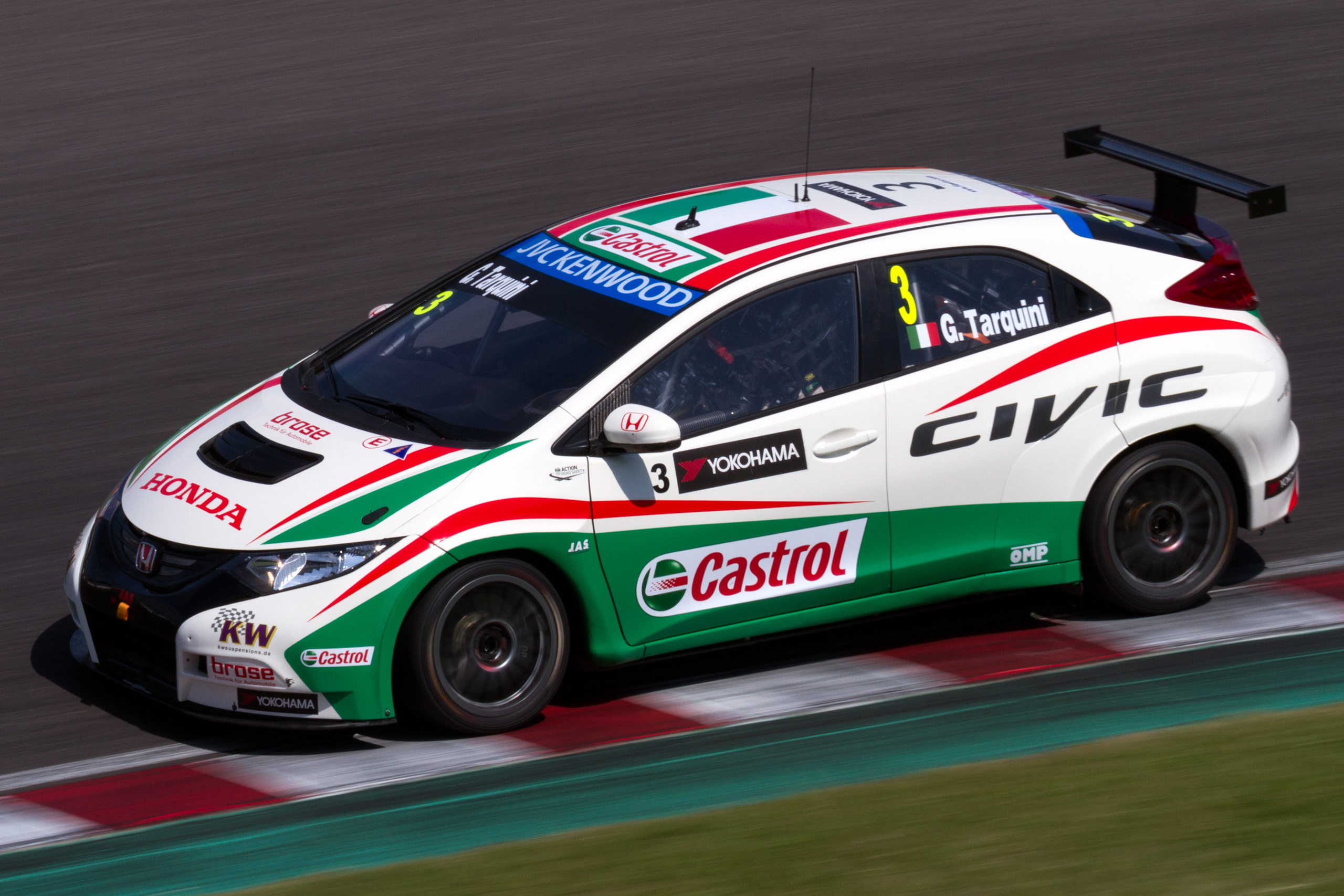
Honda ganó el Campeonato de Fabricantes en 2013

En 2013, anunciaron a Castrol como el patrocinador principal de su equipo de fábrica y que el campeón de 2009, Gabriele Tarquini, conduciría junto a Monteiro. 2013 fue una primera temporada completa exitosa para el Civic, ya que ganó cuatro carreras, tres pole positions y terminó en el podio 20 veces, pero lo más notable fue que Honda ganó el Campeonato Mundial de Fabricantes.
Citroën dominó la serie entre 2014 y 2016, principalmente porque estaban gastando mucho más dinero en la serie de lo que los otros fabricantes estaban dispuestos a gastar, y tenían años de experiencia con reglas similares en el Campeonato Mundial de Rally. Aun así, durante este período, Honda terminó subcampeón en el campeonato todos los años y ganó más carreras que cualquier otro fabricante, además del mencionado Citroën. Norbert Michelisz ganó el título de independientes en 2015 con el Civic.
Tras la marcha de Citroën a finales de 2016, el campeonato lo disputaron Honda y Volvo en 2017. Honda y su piloto Tiago Monteiro lideraban cómodamente el campeonato tras 12 carreras, pero lamentablemente Monteiro sufrió un accidente en unos test que le dejó fuera de las restantes carreras. Luego, en la siguiente ronda en China, todos los Honda de fábrica fueron descalificados debido a que los inyectores de combustible no cumplían con los reglamentos técnicos. A pesar de estos contratiempos, Honda llegó a la ronda final a 12,5 puntos del liderato del campeonato de constructores y su piloto Norbert Michelisz a solo 6,5 puntos del liderato del campeonato de pilotos. Honda se veía muy fuerte en la última ronda en Catar después de que Michelisz rompiera el récord de vuelta en la práctica, pero sufrió una falla en los frenos en la clasificación que lo dejó fuera de la contienda. Esteban Guerrieri, que reemplazó al lesionado Monteiro, logró la pole position y ganó la última carrera de la temporada. Honda perdió el título, pero había ganado más carreras principales y más poles que nadie durante la temporada.

### TCR
En TCR, especificación de turismos estrenada en 2015 y de gran éxito mundial, el Civic Type R TCR, en sus tres versiones desarrolladas en el tiempo, se ha convertido en uno de los modelos más exitosos, con múltiples títulos obtenidos en todo el mundo. Ha obtenido títulos continentales, como en TCR South America, TCR Asia y TCR Europe, además de nacionales y regionales. Presente desde el primer año, el Civic obtuvo su victoria 400 en agosto de 2024.

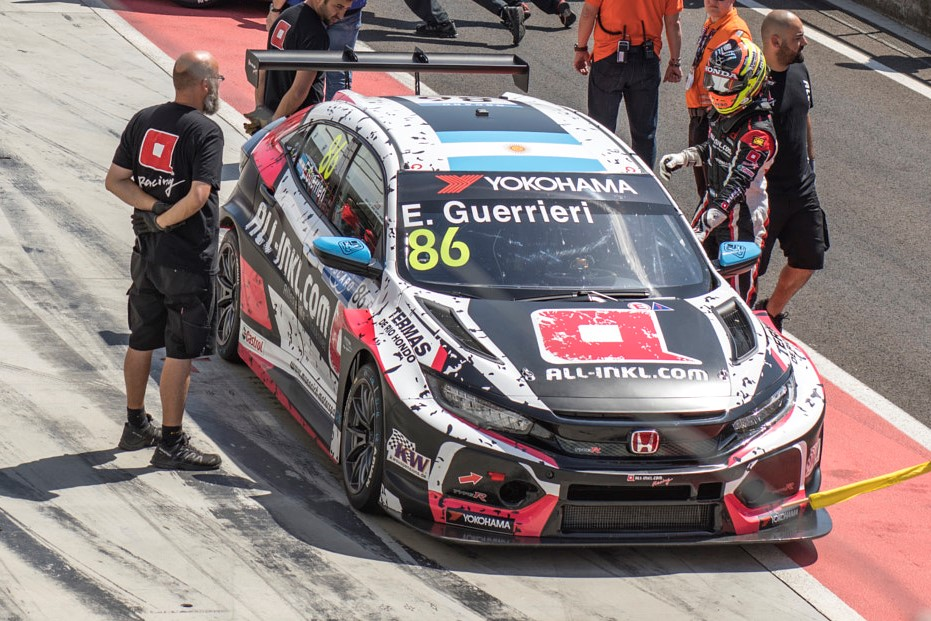
Civic Type R TCR de 2018.

Con el cambio de las regulaciones de WTCC a las de TCR en 2018 y el nacimiento de la Copa Mundial de Turismos (WTCR), Honda ingresó al campeonato de la mano de Münnich Motorsport. Esteban Guerrieri terminó la temporada tercero en el campeonato de pilotos con el Civic Type R TCR, mientras que Münnich terminó tercero en la clasificación de equipos. Boutsen Ginion Racing fue el otro equipo que compitió con coches Honda. Al año siguiente, Guerrieri fue rival de Michelisz por el título, siendo vencido en la última carrera de la temporada en Malasia. Honda alineó cuatro Civic para el WTCR, de los cuales en 2019 dos fueron de KCMG y en 2022 dos de Engstler, siempre con asistencia técnica de JAS Motorsport. Münnich, el principal equipo, terminó segundo en 2020 y 2022 como mejores resultados.
En 2023, con el nuevo formato del campeonato, ahora World Tour, Honda compitió con su piloto de fábrica Néstor Girolami y estrenó una nueva versión del Civic Type R TCR. Al año siguiente, la escudería GOAT Racing fue quien representó a la marca japonesa, con Esteban Guerrieri de regreso.

### BTCC
Fue en 1995 cuando Honda se unió por primera vez al Campeonato Británico de Turismos (BTCC), con el Accord. David Leslie obtuvo tres victorias y terminó cuarto en el campeonato de pilotos al año siguiente.
En 1997, el equipo estaba dirigido por Prodrive y los pilotos eran James Thompson y Gabriele Tarquini. Honda terminó tercero en el campeonato de fabricantes de ese año y Robb Gravett ganó el campeonato de independientes en un Honda Accord. Peter Kox reemplazó a Tarquini en 1998. James Thompson terminó tercero en el campeonato con cuatro victorias en 1998.
West Surrey Racing reemplazó a Prodrive en la dirección del equipo Honda en 1999. Se mantuvo la misma alineación de pilotos de 1998, aunque Gabriele Tarquini corrió en dos rondas. Honda terminó segundo en el campeonato de fabricantes con cinco victorias en 1999. 2000 fue la última temporada de BTCC utilizando las regulaciones de Superturismo y los equipos se expandieron a tres pilotos. A Thompson se unieron Tom Kristensen y Tarquini. Ganaron siete carreras, incluida la carrera final de la era que ganó Kristensen. Honda terminó segundo en el campeonato de fabricantes.

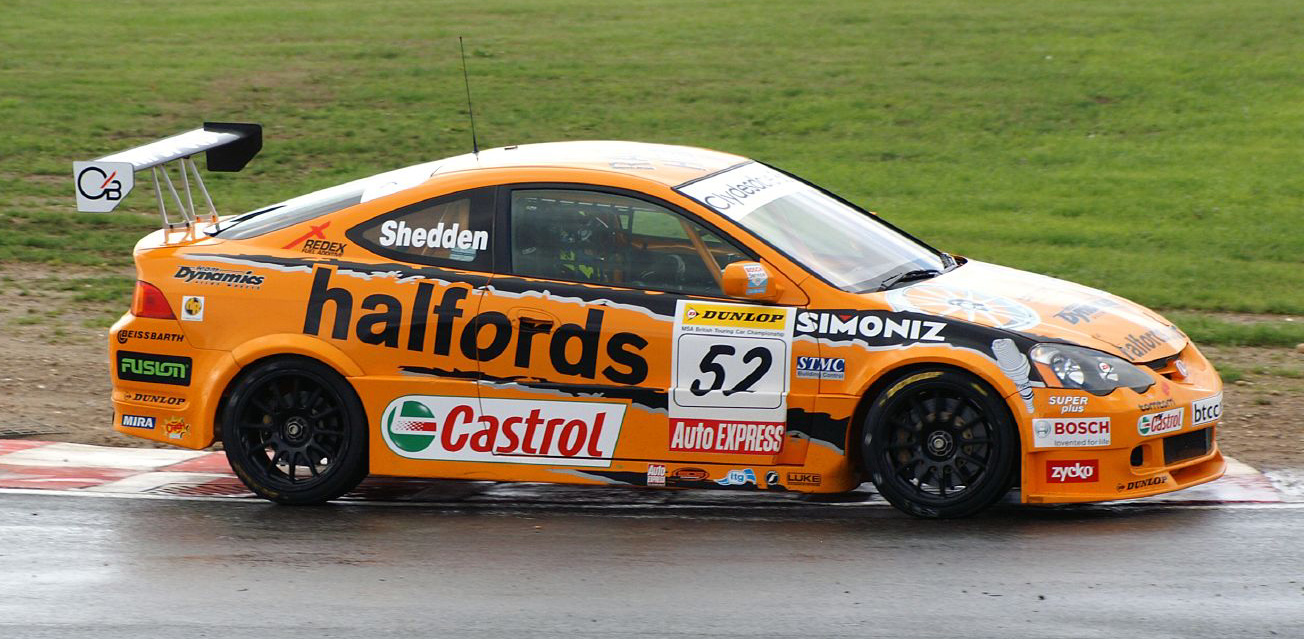
Honda Integra Type R de Team Dynamics.

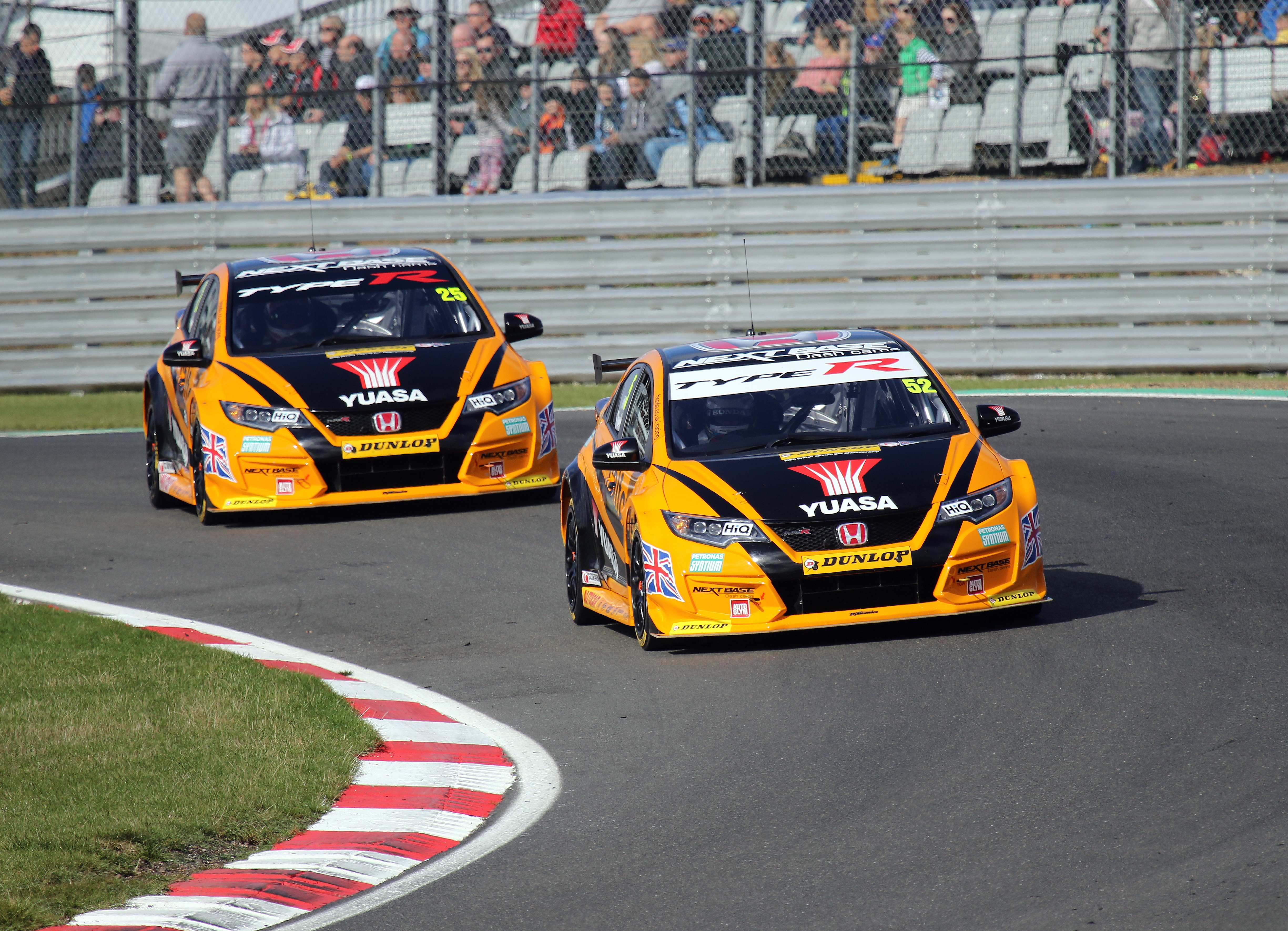
Dos Civic Type R de BTCC en 2016.

El Honda Civic Type R se usó entre 2002 y 2004, logrando 14 victorias y el segundo mejor resultado en el campeonato de fabricantes. En 2005, Team Dynamics convirtió un par de Honda Integra Type R, importados de Japón, en autos adaptados al reglamento. Este fue un gran éxito ya que Matt Neal ganó el campeonato de pilotos en 2005 y 2006, Team Dynamics ganó el campeonato de equipos en los mismos años y ganó 27 carreras. Fue la primera vez en la era moderna que un piloto privado ganó el campeonato general.
Dynamics cambió al Civic en 2007. No pudo competir por el título hasta 2010, cuando Team Dynamics se convirtió en el equipo oficial de Honda. Honda ganó los campeonatos de fabricantes y equipos en 2010 y Matt Neal terminó segundo en la clasificación de pilotos. En 2011, Honda volvió a ganar los títulos de fabricantes y equipos, pero en el campeonato de pilotos, Matt Neal ganó por delante de su compañero de equipo Gordon Shedden en segundo lugar, ambos conduciendo para el equipo Honda. Honda volvió a ganar los tres títulos en 2012 y 2013, Shedden el campeón de pilotos en 2012 y Andrew Jordan en 2013, aunque Jordan conducía para el equipo independiente Pirtek Racing.
Honda cambió a la versión Tourer del Civic en 2014, pero solamente lograron el tercer lugar en el campeonato de equipos. Para 2015 estrenaron el Civic Type R ganando el campeonato de fabricantes y Shedden el campeonato de pilotos. Shedden repitió el título al año siguiente.
Después de terminar tercero en el campeonato de fabricantes en 2017, Honda presentó el Civic Type R FK8 para 2018. Terminó segundo en la clasificación de fabricantes y equipos ese año. Con Dan Cammish y Matt Neal al volante, el FK8 ganó el campeonato de equipos en 2019.

### TC2000

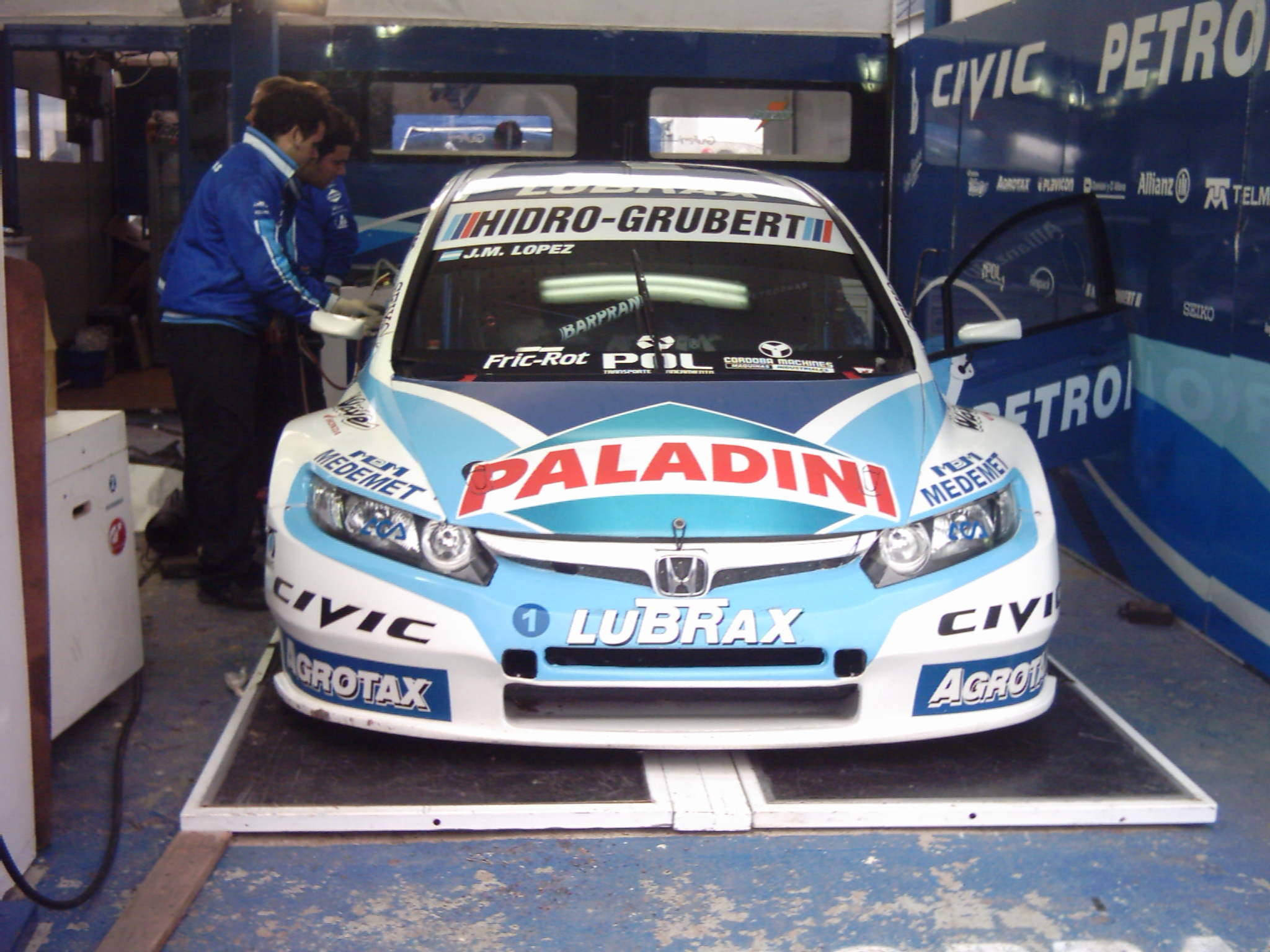
Honda New Civic TC2000.

Honda ingresa al campeonato argentino de TC2000 en 1997. Honda Argentina apoyó al equipo Pro Racing, que utilizó autos Honda Civic de sexta generación. En 1998 y 1999, respectivamente, Omar Martínez y Juan Manuel Silva ganaron el campeonato de pilotos con Honda.
En 2003, la petrolera brasileña Petrobras se unió al equipo (ahora administrado por RAM Racing Factory) como patrocinador principal. En 2004, Honda presentó los nuevos Civic de séptima generación.
En 2008, José María López hizo su primera temporada completa en el TC2000 con Honda Petrobras y ganó el campeonato. En 2009, un cambio en el reglamento de motores hizo que Honda se retirara oficialmente de la serie, pero el equipo siguió participando como Equipo Petrobras. López volvió a ganar el título ese año.
Honda volvió a apoyar oficialmente al Sportteam, cuando el campeonato se transformó en el Súper TC2000. Se mantuvo hasta 2013, sin lograr resultados destacados. Honda regresó nuevamente en 2019, con los nuevos Civic de décima generación. Al año siguiente, la empresa petrolera suiza Puma Energy ingresó como patrocinador principal.

### Otros campeonatos de turismos
Honda ha estado compitiendo en muchas otras series de turismos. Algunos campeonatos que Honda ha ganado incluyen el Campeonato Japonés de Turismos en 1996 y 1997, la Copa Europea de Turismos en 2009, 2010, 2011 y 2016, la clase TC en el SCCA World Challenge en 1999, 2000, 2002, 2005, 2006, 2008, 2009, 2011, 2012, 2013 y 2014, el Turismo Nacional argentino en 2001, 2002, 2004, 2006, 2010, 2018, 2019 y 2020.

## Deportivos

### Super GT
La primera participación de Honda en Super GT Japonés, en ese entonces All Japan Grand Touring Car Championship, se produjo en 1996, cuando Team Kunimitsu ingresó con un NSX GT2 en la categoría GT500.
Honda presentó un nuevo NSX para 1997 que se fabricó específicamente según las normas GT500. Además, un nuevo equipo Mugen-Dome se unió al equipo Kunimitsu para administrar los NSX. Al final de la temporada, Honda había logrado dos podios, ambos del equipo Kunimitsu, y dos poles, una para cada equipo.
En 1998, el equipo Mugen-Dome se expandió para operar dos autos y Nakajima Racing se unió a Honda. El Honda fue el auto más rápido durante esa temporada; tomando la pole position y la vuelta más rápida en cada carrera. Honda ganó las últimas cuatro carreras de la temporada, pero la inconsistencia de los equipos y los problemas de confiabilidad significaron que perdieron el título ante el equipo Nismo, más consistente. 1999 comenzó con victorias consecutivas para Honda que ampliaron su récord de victorias consecutivas a seis, un récord que aún no ha sido superado hasta la fecha.

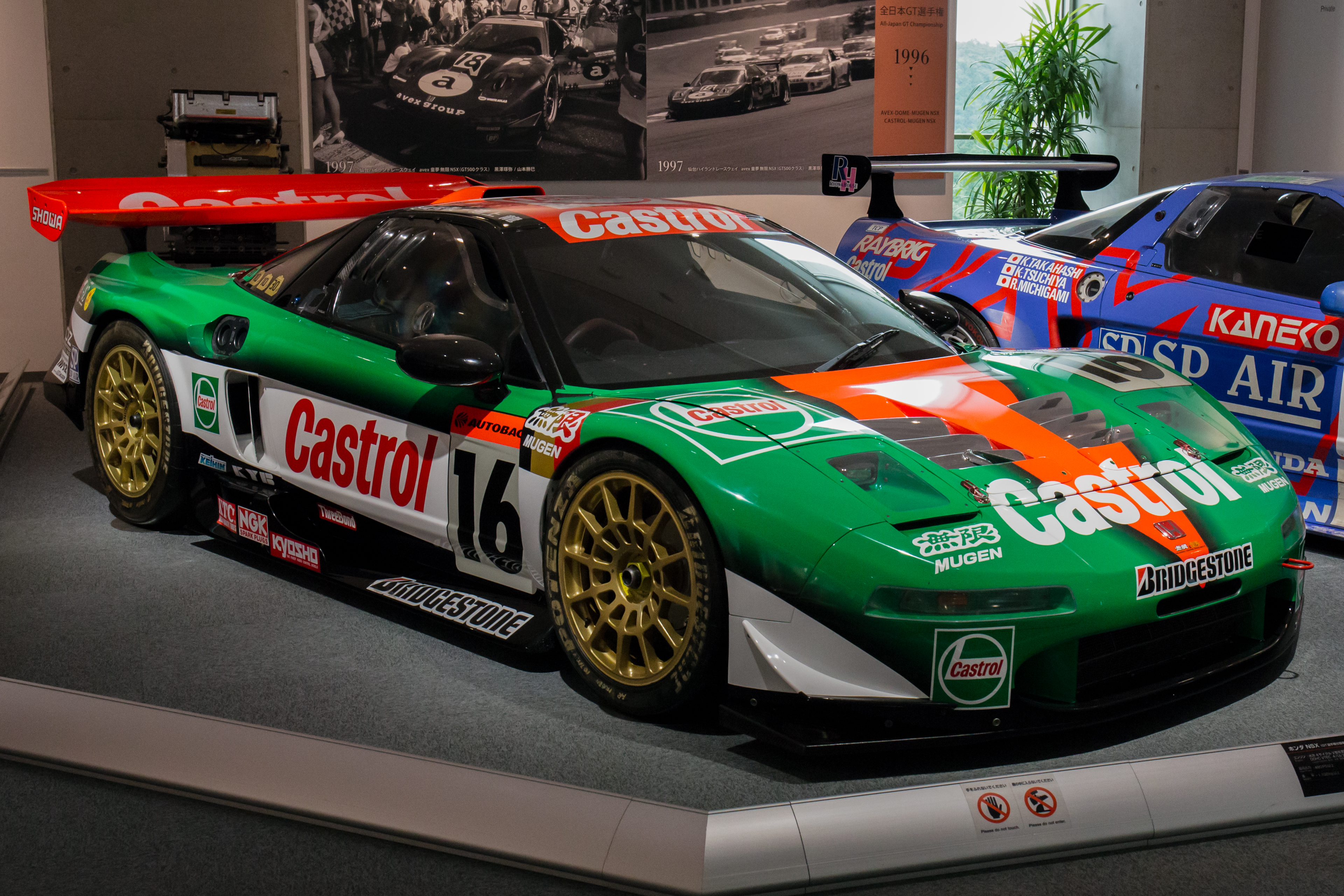
Honda NSX GT500 de primera generación.

Honda finalmente ganó el título en 2000 cuando el NSX de Ryo Michigami obtuvo constantemente podios y puntos fuertes durante la temporada. Una victoria y otros buenos resultados por parte de Takata Dome del equipo significaron que Mugen-Dome Project ganó el título de equipos. Además, Autobacs Racing Team Aguri (ARTA) se unió a Honda este año y obtuvo su primera victoria con ellos en Fuji.
Honda estuvo cerca de ganar el título en 2001, cuando ARTA y Mugen estaban a solo dos puntos de ganar. 2002 estuvo muy igualado en el campeonato de pilotos nuevamente, ya que Nakajima Racing lo perdió por solo un punto. Sin embargo, Mugen-Dome aprovechó el sistema de puntos utilizado en el campeonato de equipos para ganarlo por 21 puntos.
Honda no era tan competitivo en 2003, y en 2004 introdujeron un motor turbocargado V6 de 3.0L. Al ser su primer motor turboalimentado en la serie, su desarrollo fue lento y solo obtuvieron una victoria en la temporada.
En 2005, Honda volvió al V6 de 3.0L de aspiración natural y volvieron a ser competitivos. ARTA terminó la temporada en segundo lugar en la clasificación. Honda estuvo nuevamente en la lucha por el campeonato en 2006; Team Kunimitsu queda segundo y Dome tercero.

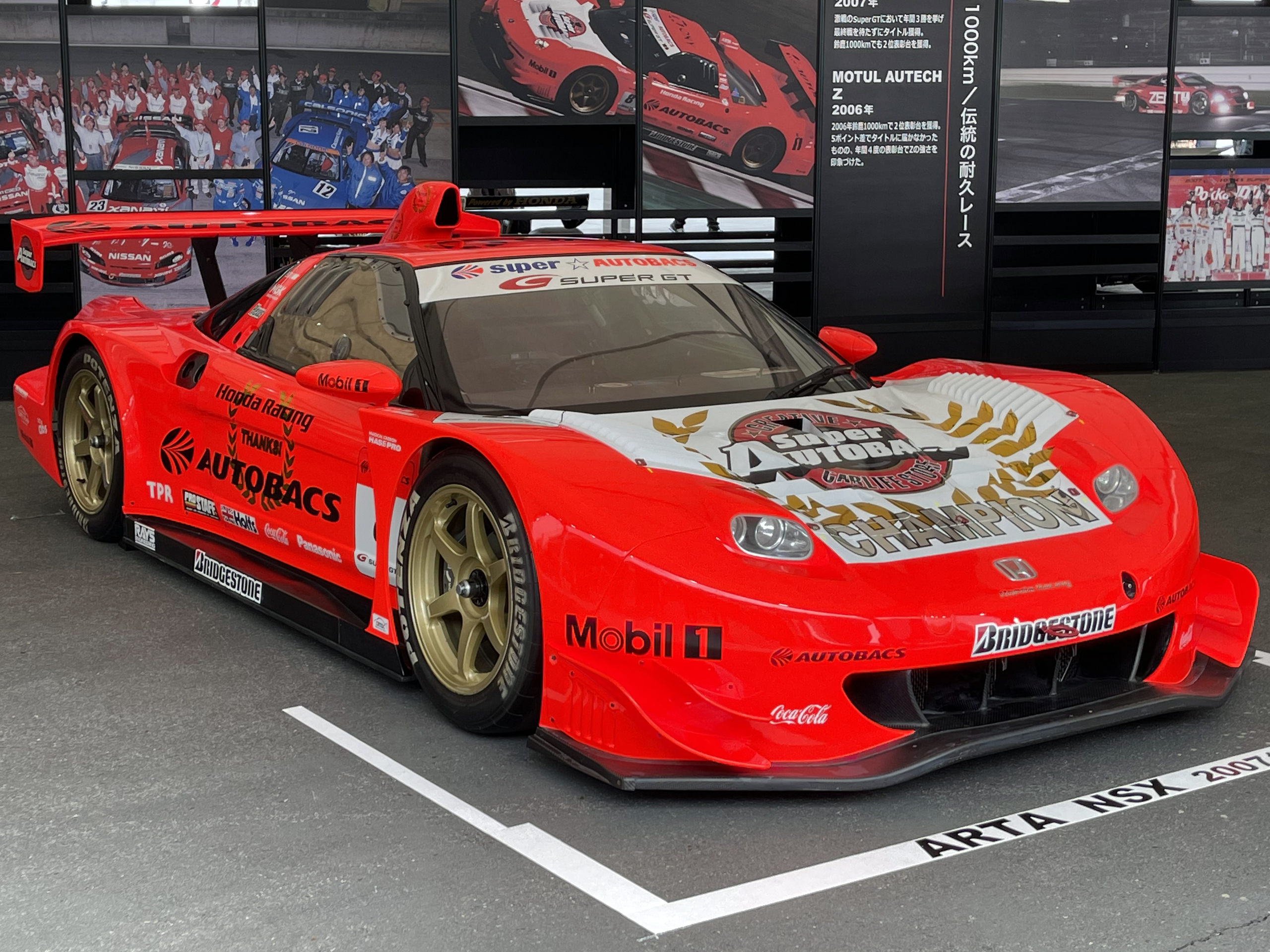
ARTA dominó la temporada 2007 con el NSX.

Honda dominó la temporada 2007 cuando sus equipos ocuparon los cuatro primeros lugares del campeonato. El equipo ganador de esa temporada, ARTA, conducido por Ralph Firman y Daisuke Ito, tenía una ventaja de 31 puntos sobre el Nismo 350Z en quinto lugar y se convirtió en el primer equipo en la historia de la serie en ganar el título antes de que se corriera la carrera final.
Debido a la dominación de 2007, el NSX recibió más desventajas de peso para 2008. Como resultado, no fueron tan competitivos, obteniendo solo una victoria. El hándicap de peso se redujo para 2009 y Honda regresó a la lucha por el campeonato. ARTA terminó segundo y ganó en Fuji y en la carrera final de la temporada en Motegi que se convertiría en la última carrera del NSX de primera generación.
Las nuevas reglas para 2010 que requieren que todos los autos GT500 tengan un diseño de motor delantero y tracción trasera significaron que el NSX de motor central ya no se podía usar. Honda lo reemplazó con el HSV-010 GT, un auto único que no tenía un auto equivalente de producción. Fue competitivo desde el principio y consiguió la pole position en su primera carrera. ARTA ganó los 1000 km de Suzuka en agosto, y Dome y sus pilotos, Loïc Duval y Takashi Kogure, se coronaron campeones en la primera temporada.

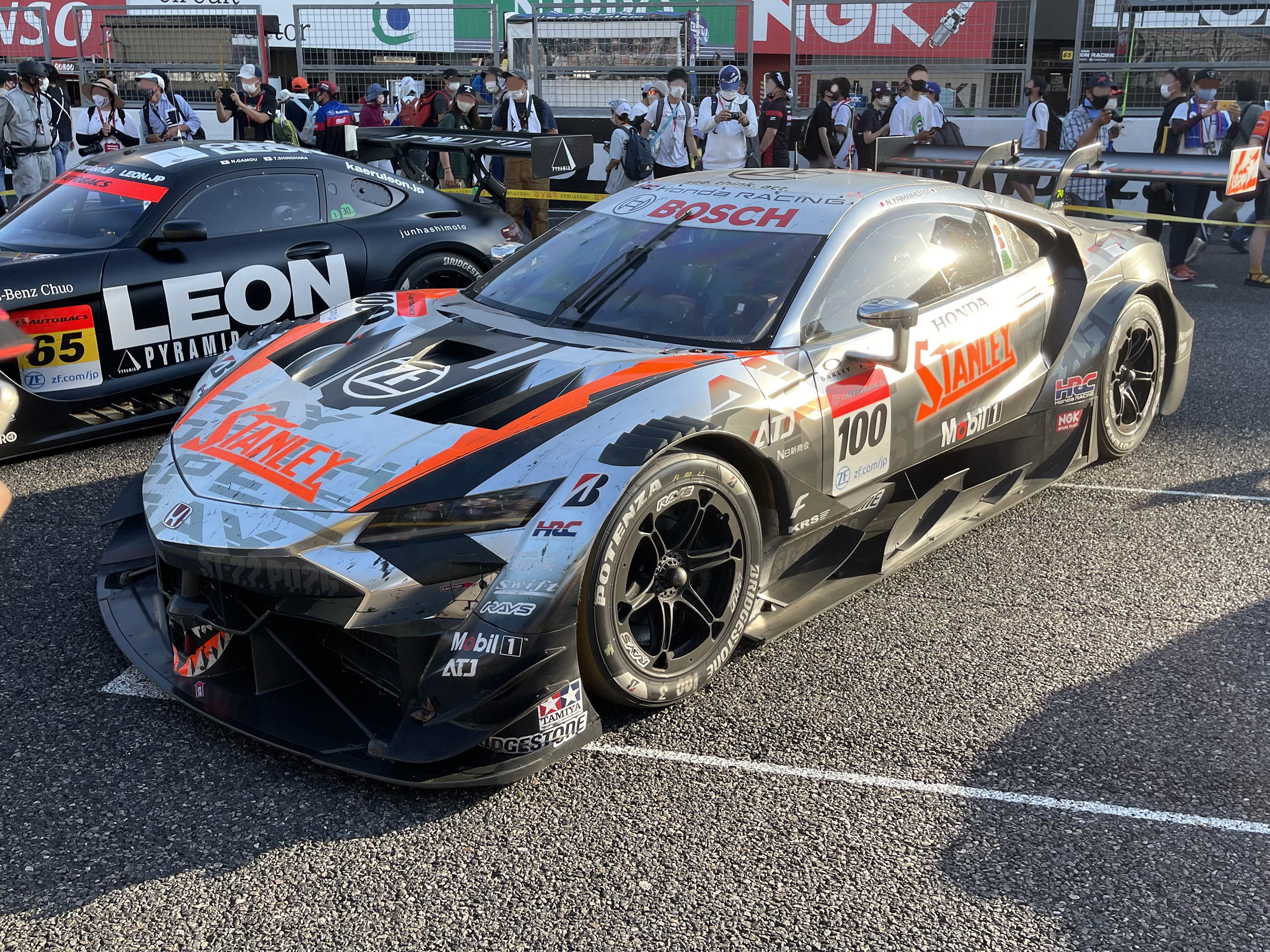
Honda NSX GT500 de segunda generación.

El automóvil continuó utilizándose durante las siguientes tres temporadas, ganó los 1000 km en 2011 y 2013 y terminó tercero y segundo en el campeonato en los mismos años respectivamente.
Las nuevas regulaciones para 2014 permitieron nuevamente los autos con motor central y requirieron que todos los autos usaran motores de cuatro cilindros en línea turboalimentados de 2.0L. Honda presentó el NSX GT que tenía un sistema híbrido, a diferencia de sus competidores. Se basó en la versión conceptual del NSX de segunda generación. El automóvil obtuvo su primera victoria en Fuji en 2014 y terminó tercero en la clasificación en 2015. El sistema híbrido se eliminó para 2016 y el automóvil dejó de ser competitivo, no ganó ninguna carrera y solo logró tres podios y una pole position durante la temporada 2016
Para 2017, Honda presentó un nuevo NSX basado en la versión de producción, pero sin sistema híbrido. Nakajima Racing ganó los últimos 1000 km de Suzuka con él en 2017. El auto se volvió realmente competitivo en 2018, obtuvo la pole position en todas las carreras, excepto las rondas de Fuji, y ganó el título del equipo Kunimitsu y sus pilotos Naoki Yamamoto y el excampeón de Fórmula 1 Jenson Button. Yamamoto repitió campeonato en 2020, junto Tadasuke Makino.

### 24 Horas de Le Mans
Honda participó por primera vez en las 24 Horas de Le Mans en 1994 con tres modelos NSX GT2. Todos los autos terminaron la carrera, y el mejor ubicado terminó sexto en su clase, 14 en la general.

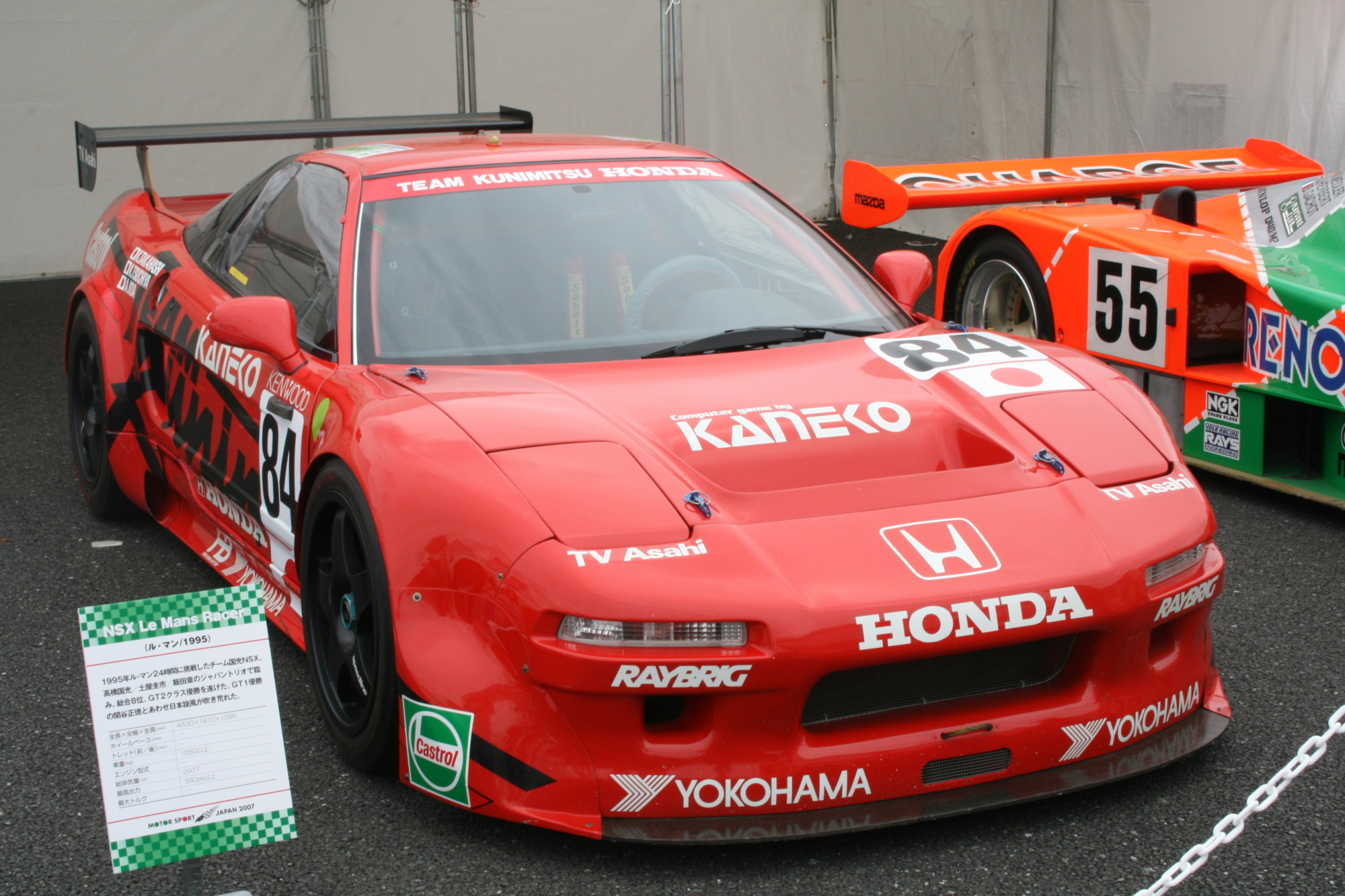
Honda NSX ganador de la clase GT2 de 1995.

Honda regresó para 1995, esta vez con dos NSX GT1 turboalimentados y un NSX GT2. Uno de los GT1 se retiró por una falla en el embrague y la caja de cambios, mientras que el otro terminó, pero no fue clasificado por no completar el 70%. de la distancia de carrera. El GT2, por su parte, conducido por Keiichi Tsuchiya, Kunimitsu Takahashi y Akira Iida, ganó la clase GT2 y terminó octavo en la general, por delante de varios autos GT1.
Solo un NSX regresó para 1996, con los mismos pilotos ganadores de su clase de 1995. Terminó en el podio en la clase GT2 y en el puesto 16 en la general.
Después de una ausencia de catorce años, Honda regresó a Le Mans en 2010 con dos prototipos ARX-01C inscritos en la clase LMP2, dirigida por Strakka Racing y Highcroft Racing. El vehículo de Strakka Racing no tuvo problemas en la carrera, ganó la clase LMP2 y terminó quinto en la general, en el debut de Honda en la clase. Fue el mejor resultado de la historia para un automóvil LMP2 en ese momento.
Dos ARX-01d regresaron para 2011 dirigidos por RML y los ganadores del año anterior Strakka Racing. El automóvil RML terminó cuarto en su clase y el automóvil Strakka se retiró. Al año siguiente, Starworks Motorsport ganó la clase LMP2 con el ARX-03b, mientras que JRM pasó a utilizar el ARX-03a en la clase LMP1, terminando como el segundo mejor equipo privado de LMP1. Strakka regresó en 2013 con el ARX-03c y terminó como la escudería privada de LMP1 mejor ubicado en el sexto puesto de la general.

### WEC
Los prototipos HPD de Honda se inscribieron en la primera temporada del Campeonato Mundial de Resistencia de la FIA (WEC) en 2012, junto a Strakka Racing y JRM en la clase LMP1 y Starworks Motorsport en LMP2. Strakka Racing y JRM terminaron segundo y tercero en el trofeo de equipos privados LMP1, mientras que Starworks Motorsport ganó el título en LMP2, incluida una victoria en su clase en las 24 Horas de Le Mans, con el HPD ARX-03b. Para el año siguiente, en 2013, Strakka Racing ingresó un HPD ARX-03c en la clase LMP1. Ganaron contra otros equipos privados en las 24 Horas de Le Mans, pero no compitieron después de esa carrera.

### ALMS/IMSA

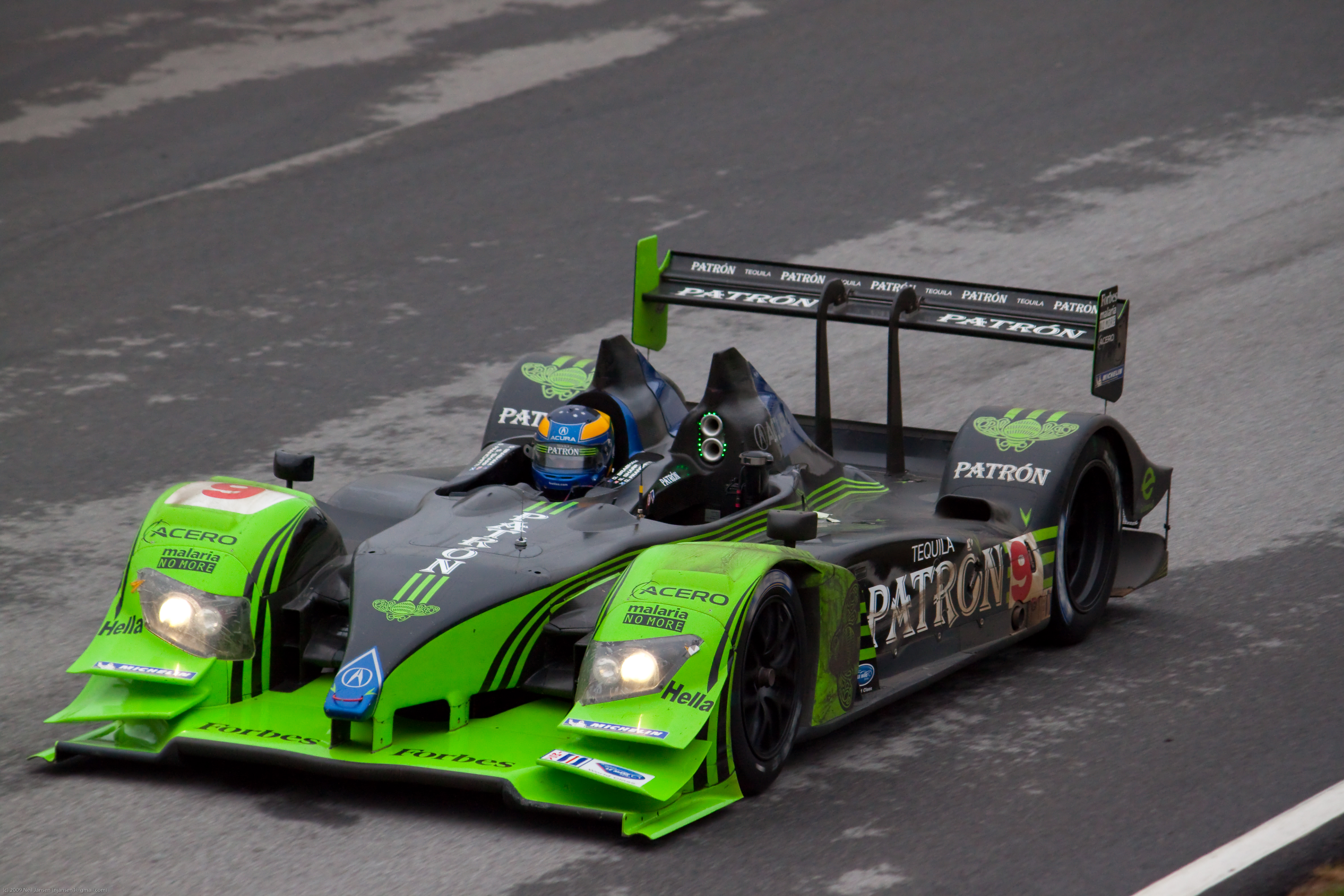
Acura ARX-02a de Highcroft Racing.

Honda ingresó a la American Le Mans Series en 2007 bajo la marca de Acura en la clase LMP2. Ganaron su primera carrera en la serie, las 12 Horas de Sebring, pero Porsche dominó el resto de la temporada. En 2008, los Acura ganaron cuatro carreras estuvieron mucho más cerca en la lucha por el campeonato, el equipo mejor posicionado terminó segundo.
En 2009, se unieron a la clase LMP1 sin abandonar la LMP2. Acura terminó como campeón en ambas clases ya que el equipo Highcroft Racing ganó el título LMP1 con el Acura ARX-02a, mientras que Fernández Racing ganó en LMP2 con el Acura ARX-01b.
El nombre de Acura se cambió a Honda Performance Development (HPD) para 2010. Honda volvió a ser campeón en la clase LMP cuando el HPD ARX-01c de Highcroft Racing venció al Porsche RS Spyder Evo del Team Cytosport. Siguieron más campeonatos en 2012 y 2013 con el HPD ARX-03a de Pickett Racing.
En 2014, ALMS se fusionó con RSCS y se convirtió en el IMSA SportsCar Championship. Honda terminó tercero en el campeonato de constructores en los primeros dos años. En 2016, Honda ganó las 24 Horas de Daytona, las 12 Horas de Sebring y el Petit Le Mans con los equipos Extreme Speed Motorsports y Michael Shank Racing utilizando el motor Honda HR35TT en un chasis Ligier JS P2, que le dio a Honda el título de la Copa de Resistencia de Fabricantes.
Honda no compitió en la clase Prototype en 2017, sino que compitió en la clase GTD con el Acura NSX GT3. El auto ganó dos carreras y terminó cuarto en el campeonato de constructores. En la siguiente temporada en 2018, Acura terminó segundo en el campeonato de fabricantes en la clase GTD.
Honda regresó a la clase de prototipos en 2018 con el Acura ARX-05, de la mano de Team Penske. El automóvil obtuvo su primera victoria en Mid-Ohio ese año, terminando segundo en el campeonato de fabricantes. 2019 fue un año exitoso para Acura, ya que ganó los campeonatos de pilotos, equipos y fabricantes en la clase de Prototipos, con Dane Cameron y Juan Pablo Montoya conduciendo el auto ganador del campeonato de pilotos. El NSX GT3 también ganó los campeonatos de pilotos y equipos en la clase GTD.
Al año siguiente, Acura repitió campeonatos en ambas clases. Helio Castroneves y Ricky Taylor fueron los campeones de DPi.
En 2021, Acura y Penske cortaron relación. La marca se asoció con Meyer Shank Racing y Wayne Taylor Racing para competir ese año y en el siguiente. En 2022, el Acura de Meyer Shank (Tom Blomqvist y Oliver Jarvis) venció al de Wayne Taylor en la lucha por el campeonato.

## IndyCar Series

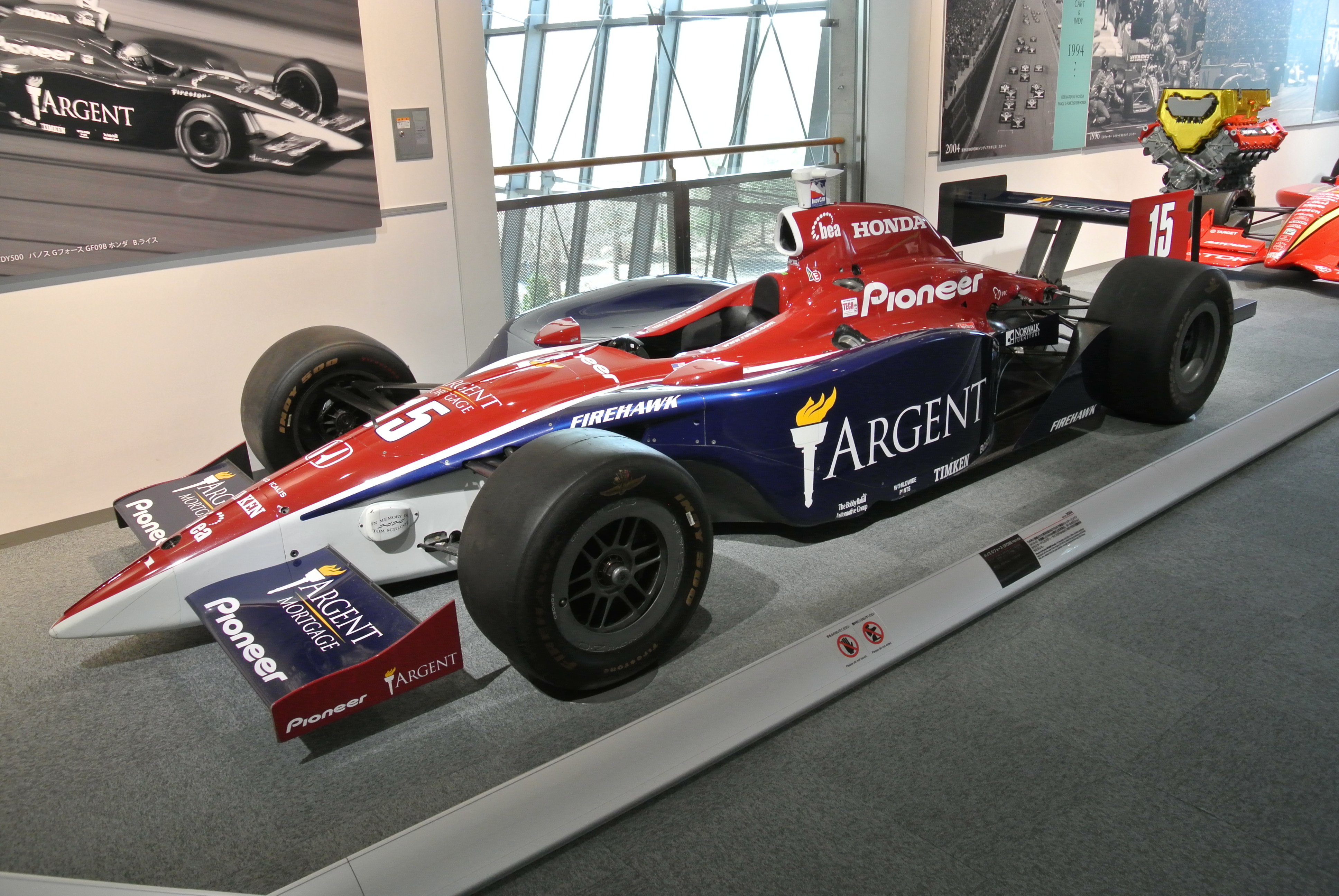
Panoz G-Force GF09B-Honda de 2004.

Honda comenzó a competir en la CART en 1994, ganando su primera carrera en 1995. Sus primeros campeonatos de fabricantes y pilotos llegaron en 1996, junto a Chip Ganassi Racing y Jimmy Vasser. Tres títulos más de fabricantes llegaron en 1998, 1999 y 2001, y cinco de pilotos en 1997-2000 y 2001. Honda dejó la categoría después de 2002, para unirse a la IndyCar Series en 2003, compitiendo contra Chevrolet y Toyota. Honda ganó el campeonato de fabricantes en 2004 y 2005, y el campeonato de pilotos lo ganaron los pilotos con motor Honda en 2004 y 2005. Honda también ganó las 500 Millas de Indianápolis en 2004 y 2005. Entre 2003 y 2005, Honda obtuvo 28 victorias de 49 carreras.
Cuando Toyota y Chevrolet abandonaron la categoría después de 2005, Honda se convirtió en el único fabricante de motores en 2006, un papel que duró hasta 2011. Durante las Indy 500 entre 2006 y 2011, no hubo retiros relacionados con motores durante seis años seguidos. Las primeras seis veces en la historia de la carrera que eso había sucedido. En las seis temporadas como el único fabricante, los motores completaron 1,188,376 millas de práctica, clasificación y carreras, y solo tuvieron seis fallas de motor el día de la carrera y ninguna falla en las temporadas 2008, 2010 y 2011.
La competencia entre fabricantes regresó en 2012 cuando Chevrolet y Lotus se unieron a la serie. Desde entonces, pilotos con motor Honda han ganado las 500 Millas de Indianápolis respectivamente en 2012, 2014, 2016, 2017, 2020, 2021 y 2022. Scott Dixon, de Chip Ganassi Racing, ha logrado cuatro de sus seis títulos en IndyCar conduciendo un monoplaza impulsado por la marca japonesa. Honda ganó el título de constructores en 2018, 2019, 2020 y 2021.

## Otros campeonatos

### Super Fórmula

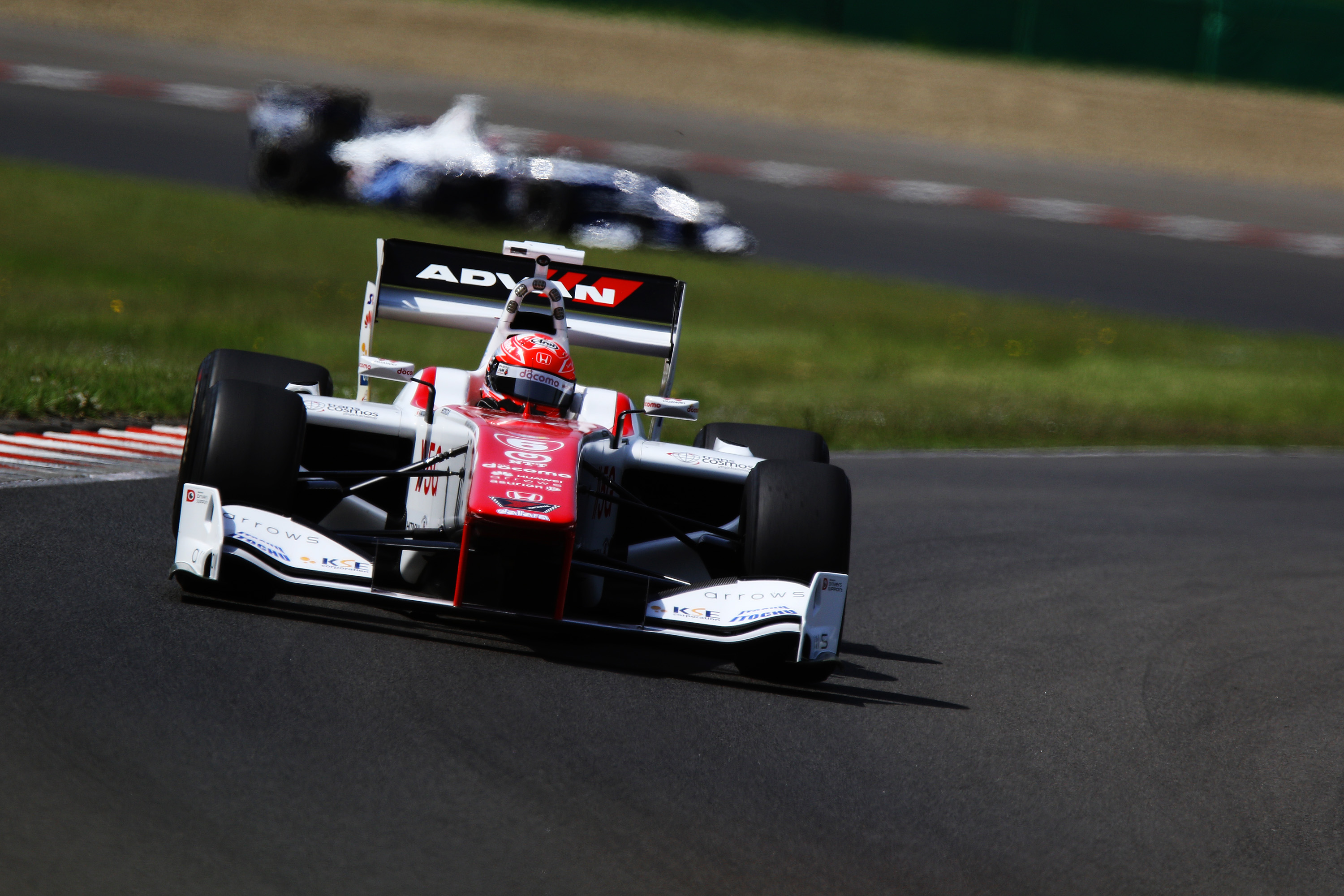
Dallara SF14-Honda de 2018.

Honda ha estado compitiendo en Super Fórmula Japonesa desde 1981 y ganó el campeonato en su primer año cuando Satoru Nakajima se convirtió en campeón. Los motores de Honda continuaron ganando el campeonato durante los siguientes seis años hasta 1988, cuando la empresa Mugen, estrechamente relacionada, reemplazó a Honda. Los motores Mugen ganaron siete campeonatos entre 1988 y 1997, hasta que se convirtieron en el único fabricante de motores de la serie en 1998, papel que duró hasta 2005. Honda reemplazó a Mugen en 2006, mientras que Toyota también se unió a la serie en la misma temporada. Desde entonces, los motores Honda han ganado campeonatos en 2009, 2012, 2013, 2018, 2019, 2020 y 2021.

### Fórmula 2/Fórmula 3000
Honda dominó las carreras de Fórmula 2 en 1966, ya que Brabham-Honda ganó todas las carreras del Trophées de France. Jack Brabham ganó el campeonato por delante de su compañero de equipo Denny Hulme.
Honda volvió a la Fórmula 2 en 1981, suministrando al equipo Ralt. Ralt-Honda ganó el campeonato en su primera temporada juntos en 1981 y siguieron más campeonatos en 1983 y 1984.
La Fórmula 3000 reemplazó a la F2 en 1985. Los motores Mugen ganaron el campeonato en 1989, 1990 y 1991.

### Rally y off-road

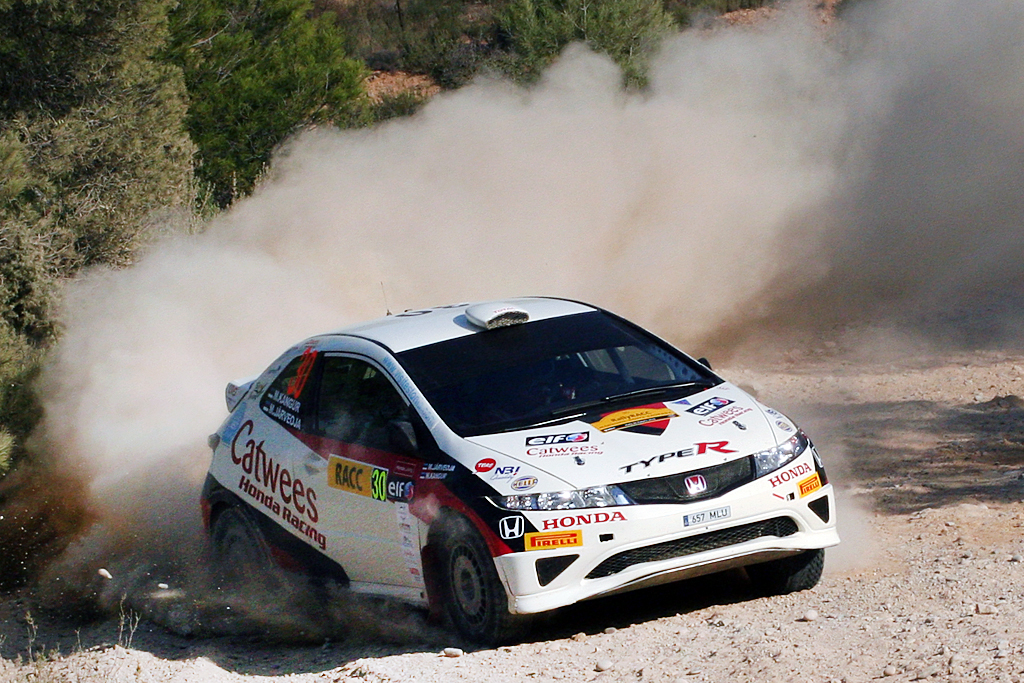
Civic Type R R3, año 2010.

Honda ganó el campeonato de fabricantes de autos con tracción en dos ruedas del Intercontinental Rally Challenge/Campeonato de Europa de Rally en 2011, 2013 y 2014 con el Civic Type R R3. Los modelos Honda Integra y en su mayoría Civic han dominado el Grupo N de hasta 2000 cc y más tarde las clases 2WD del Campeonato de Finlandia de Rally, ganando la mayoría de los campeonatos entre 2000 y 2018.
La División 2 del Campeonato de Europa de Rallycross se ganó con el Honda Civic Type R en 2007 y 2008. Honda entró en el Global RallyCross en 2016 y 2017 con el Civic Coupé. Obtuvieron 10 podios y una victoria y terminaron terceros en el campeonato de constructores en ambas temporadas antes de que la serie se suspendiera en 2018.
La Honda Ridgeline ganó la clase Stock Mini de Baja 1000 en 2008 y 2010, y la Clase 2 en 2015. También ganó la Clase 7 de la Baja 500 en 2016, 2018 y 2019.

## Honda Formula Dream Project
El proyecto de Honda por formar jóvenes pilotos inició en 2019, teniendo por objetivo el facilitar la llegada de japoneses a la Fórmula 1. Yuki Tsunoda ingresó al programa en su primer año y debutó en F1 dos años más tarde.

### Miembros
| Pilotos          | Categoría                                             |
| ---------------- | ----------------------------------------------------- |
| Souta Arao       | Campeonato GB3                                        |
| Ayumu Iwasa      | Campeonato de Fórmula 2 de la FIA                     |
| Iori Kimura      | Super Formula Lights Super GT Japonés                 |
| Syun Koide       | Super Formula Lights Super GT Japonés Super Taikyu    |
| Yusuke Mitsui    | Campeonato de Japón de Fórmula 4                      |
| Kazuma Nishimura | Campeonato de Japón de Fórmula 4                      |
| Yuto Nomura      | Campeonato Francés de F4                              |
| Kakunoshin Ohta  | Campeonato de Super Fórmula Japonesa Super GT Japonés |
| Ren Sato         | Campeonato de Super Fórmula Japonesa                  |